# Iserlohner Güterbahn 10
Die Elektrolokomotive Iserlohner Güterbahn 10 wurde bei Jung und BBC 1927 als Einzelstück gefertigt.
Sie verkehrte auf den Westfälischen Kleinbahnen, ab 1942 Iserlohner Kreisbahn (IKB), fast 40 Jahre lang im Güterverkehr. Mit der Stilllegung der IKB wurde sie ausgemustert und verschrottet.

## Geschichte
Die Lokomotive wurde 1927 für den Güterverkehr der städtischen Iserlohner Güterbahn in Iserlohn beschafft. 1929 wurde diese Gesellschaft von den Westfälischen Kleinbahnen übernommen. Dort waren bereits neun Lokomotiven von AEG und Herbrand vorhanden. Produziert wurden sie von Jung (mechanisch) und BBC (elektrisch). Die Fabriknummer von Jung war 3867, von BBC ist die Fabriknummer nicht bekannt. In der Fertigungsliste von BBC sind in diesem Zeitraum Lücken.
Die Lokomotive beförderte Güterzüge, zunächst auf der Güterbahn, später aber auch auf anderen Strecken, mit aus drei auf Rollböcken aufgebockten zweiachsigen Güterwagen, das entsprach einer Masse von 120 t, auf einer Steigung von 42,5 ‰ oder zwei aufgebockten Güterwagen, das entspricht einer Masse von 80 t, auf einer Steigung von 66,7 ‰ mit einer Geschwindigkeit von 15 km/h. Der kleinste zu durchfahrende Kurvenradius betrug 15 m.
Nach dem Zweiten Weltkrieg sanken die Beförderungsleistungen nach einem Zwischenhoch in den 1950er Jahren allmählich durch die Konkurrenz des LKW-Verkehrs. Nach der Aufgabe des Straßenbahnbetriebes in Iserlohn und Grüne sanken die Transportzahlen. Mit zunehmendem Straßenverkehr wurde die Güterbahn auf den Reststrecken allmählich zum Verkehrshindernis, und um 1964 wurde der Betrieb eingestellt. Die Lokomotive 10 wurde 1964 ausgemustert und bald danach verschrottet.

## Technik
Die Lokomotive von Jung entsprach in ihrer Form den späteren Tagebaulokomotiven mit Seitenblechen aus Grobblech, die mit den Querblechen vernietet wurden. Die Drehgestelle waren eine Nietkonstruktion und trugen an ihren Stirnseiten eine Mittelpufferkupplung für den Transport der Rollböcke. Die direkte Federung der Radsätze wurde mit oberhalb der Radsätze angeordneten Blattfedern ausgeführt, die mit Federspannschrauben am Drehgestell befestigt waren. Eine durchgehende Druckluftbremse ist nicht nachgewiesen.
Die Antriebsmotoren in Tatzlagerbauart waren fremdbelüftet. Je Vorbau besaß die Lokomotive einen Lüfter mit je zwei Luftschächten für die Kühlung der Fahrmotoren und der elektrischen Anlage.
Die elektrische Ausrüstung stammte von BBC. Über den zentral gelegenen Nockenfahrschalter mit der Widerstandssteuerung wurden die elektrischen Fahrmotoren, die als Reihenschlussmaschinen ausgeführt waren, mit Spannung versorgt. Elektromechanische Schütze schalteten die Hilfsbetriebsmotoren. Die Steuer- und Beleuchtungsspannung betrug 24 V. Für den Betrieb auf öffentlichen Straßen und für die Werksbedienung war die Lok mit optischer sowie akustischer Signaleinrichtung ausgestattet.